# Philipp Friedrich Weis
Philipp Friedrich Weis (auch Philipp Friedrich Weiß; * 15. April 1766 in Darmstadt; † 23. November 1808 in Marburg) war ein deutscher Rechtswissenschaftler und Hochschullehrer.

## Leben
Weis studierte die Rechtswissenschaften an der Universität Gießen bei den Professoren Koch und Höpfner. 1788 erfolgte seine Promotion zum Dr. jur. an der Universität Marburg. Zum Wintersemester 1788 habilitierte er sich zum Privatdozent der Rechte in Marburg. Am 19. Dezember 1790 wurde er zum  außerordentlichen Professor ernannt, am 25. April 1793 erhielt er eine Stellung als ordentlicher Professor der Rechte und Assessor der Juristischen Fakultät an der Universität Marburg. 1799 und 1808 war er Prorektor der Universität, 1803 Dekan der Juristischen Fakultät. Von den wenigen Schriften Weis’ sind noch weniger erhalten geblieben. Bekannt ist heute noch seine Historiae Novellarum literariae Particula I periodum antehaloandrinam complexa aus dem Jahr 1800, die sich durch „eine außergewöhnliche, liebevolle Beschäftigung mit der mittelalterlichen Rechtswissenschaft“ auszeichnet.
Der wohl bekannteste der Studenten, die Weiß in Marburg lehrte, ist Friedrich Carl von Savigny, über den sich Weis am 1. September 1797 wie folgt äußerte: 

„Er hat so viele Beweise seiner ausgezeichneten Talente, scharfen Beurteilungskraft und gründlichen Kenntnisse im Römischen Recht gegeben, daß ich ihn für den vorzüglichsten unter allen meinen Zuhörern während meines akademischen Lehramts zu erklären kein Bedenken trage.“